# Limnogyrinus
Limnogyrinus is een geslacht van uitgestorven temnospondyle Batrachomorpha (basale 'amfibieën'), behorend tot de Dissorophoidea. Het leefde tussen het Laat-Carboon en het Vroeg-Perm (ongeveer 311 - 295 miljoen jaar geleden) en zijn fossiele overblijfselen zijn gevonden in Europa.

## Beschrijving
Dit dier is bekend van talrijke exemplaren en daarom is een vrij gedetailleerde reconstructie mogelijk: het moet een dier zijn geweest dat lijkt op een salamander, waarbij de volwassen exemplaren neotenische kenmerken behielden zoals kieuwen, vergelijkbaar met de huidige axolotl (Ambystoma mexicanum). Limnogyrinus was voorzien van een vrij korte en zeer brede schedel, vooral achteraan. Sommige kenmerken herinnerden aan de verwante Branchierpeton, zoals de verkorte postpariëtale en tabulaire botten en de aanwezigheid van een grote inham in het squamosum. Limnerpeton werd ook gekenmerkt door de condylen van het quadratum die ver voor het achterhoofd waren geplaatst, het traanbeen dat het prefrontale overlapte met een opvallend middelste uitsteeksel, en een tabulare dat het supratemporale overlapt.

## Classificatie
De eerste fossielen van dit dier werden gevonden in de bekende Nýřany-vindplaats uit het Carboon van Tsjechië en werden aanvankelijk beschreven door Antonin Fritsch als Limnerpeton elegans. Vervolgens benoemde Milner in 1986 het geslacht Limnogyrinus voor deze overblijfselen. Naast de typesoort Limnogyrinus elegans uit het Carboon van de Tsjechische Republiek, is aan dit geslacht de meer recente soort Limnogyrinus edani toegeschreven, benoemd door Werneburg in 1989 en afkomstig uit het Vroeg-Perm van Thüringen (Duitsland).
Limnogyrinus wordt beschouwd als een lid van de dissorofoïden, een groep kleine tot middelgrote amfibisch levende vormen die tijdens het Carboon en het Perm verschillende ecologische niches en verschillende habitats bezetten, van strikt aquatische tot meer volledig landbewonend. Limnogyrinus in het bijzonder was een lid van de Micromelerpetontidae, een groep aquatische dissorofoïden die talrijke juveniele kenmerken in het volwassen stadium behielden. Binnen de familie lijkt het erop dat Limnogyrinus een afgeleide positie innam en dat hij een voorloper was van de geslachten Nyranerpeton en Branchierpeton. Micromelerpeton en Eimerisaurus lijken daarentegen meer basale geslachten te zijn vanwege de langwerpige schedel (Schoch en Witzmann, 2018).